# アンネの追憶
『アンネの追憶』（アンネのついおく、Mi ricordo Anna Frank）は、2009年のイタリアの伝記映画。監督はアルベルト・ネグリン、出演はロザベル・ラウレンティ・セラーズとエミリオ・ソルフリッツィなど。『アンネの日記』で知られるアンネ・フランクの「その後」について、アンネの親友ハネリ・ホスラーにインタビューした内容をまとめたアリソン・レスリー・ゴールドの書籍『もうひとつの「アンネの日記」』を原作としている。
本国イタリアでは2009年12月11日に劇場で限定公開された後、翌2010年1月27日にテレビ映画としてRai Unoで放送されている。

## ストーリー
1935年のアムステルダムでのアンネとハンネリの出会いから始まり、幸せだった頃の2人の友情と潜伏生活に伴う別れ、収容所での過酷な日々と2人の偶然の再会、生還したアンネの父オットーとハンネリとの交流を、1979年のオットーによる子供たち向けの講演における回想の形で描き、『アンネの日記』の前日譚と後日譚となっている。
ただし、登場人物や描かれたエピソードについては、エンドクレジットにおいて「歴史的事実から想像し、創作されたものである」としている。

## キャスト
カッコ内は日本語吹替
- アンネ・フランク: ロザベル・ラウレンティ・セラーズ（イタリア語版）（矢島晶子）
- オットー・フランク: エミリオ・ソルフリッツィ（イタリア語版）（金尾哲夫）
- マルゴー・フランク: アレクサ・カプリエラン（松本佳奈）
- ラビ: モーニ・オヴァディア（イタリア語版）（黒澤剛史）
- ペーター・ファン・ペルス: ガスパール・メセス
- ヘルマン・ファン・ペルス: スルディ・ミクロシュ
- アウグステ・ファン・ペルス: サライ・クリスタ（鬼山亜紀子）
- ミープ・ヒース: バコニー・チッラ（ハンガリー語版）（熊谷ニーナ）
- ハネリ・ホスラー: スルディ・パンナ（上田真紗子）

その他の日本語吹替
木島隆一 / 川原慶久 / 梶雅人 / ジェーニャ / タナカサキコ / 高中宏之 / 遠藤純平 / 岩元絵美 / 長谷川俊介 / 矢嶋友和 / 臼木健士朗